# Lania (Zypern)
Lania (griechisch Λάνια) ist eine Gemeinde im Bezirk Limassol in der Republik Zypern. Bei der Volkszählung im Jahr 2021 hatte sie 385 Einwohner.

## Name
Zur Herkunft des Ortsnamens verschiedene Versionen. Eine Version besagt, dass der Name Lania von „Lana“ kommt, der Tochter des Gottes Dionysos. Eine andere besagt, dass der Name Lania sich vom Wort „valania“ (Eichel) ableitet, aufgrund der Früchte der Eicheln, die in der Gegend reichlich vorhanden sind. Wiederum eine andere Version besagt, dass der Name Lania vom Adlervogel kommt, der auch „Lanios“ genannt wird. Das Weibchen der Art heißt „Lania“.

## Lage und Umgebung

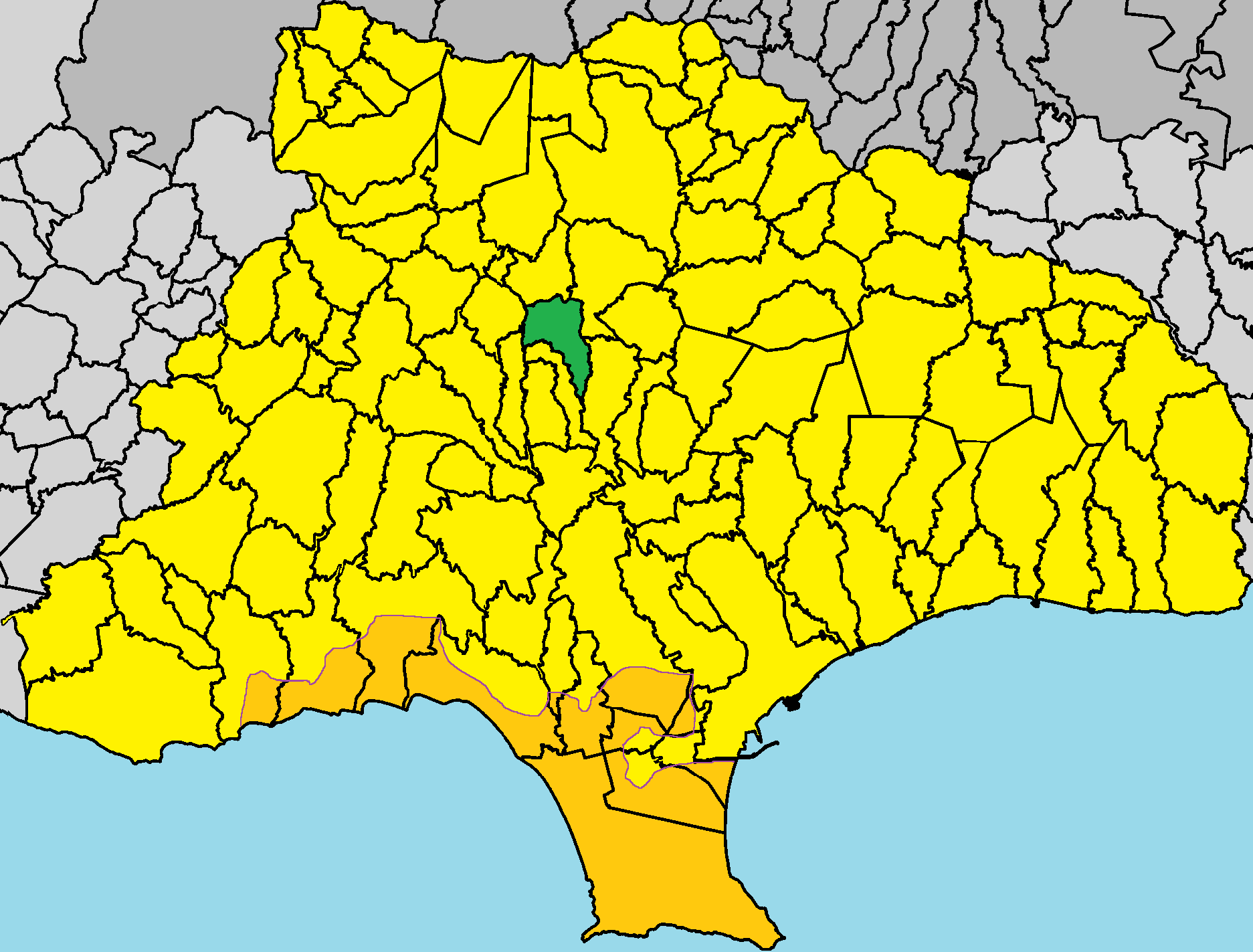
Lage im Bezirk Limassol

Lania liegt im Süden der Mittelmeerinsel Zypern auf einer Höhe von etwa 575 Metern, etwa 25 Kilometer nordwestlich der Hafenstadt Limassol. Das etwa 7,94 Quadratkilometer große Dorf grenzt im Nordosten an Agios Mamas, im Norden an Trimiklini, im Westen an Silikou, im Südwesten an Agios Georgios, im Süden an Doros und im Südosten an Limnatis.

## Geschichte
Es ist möglich, dass Lania seit der späten Bronzezeit (um 1600 v. Chr.) bewohnt war. Damals wurden im Troodos-Gebiet Mineralien abgebaut und zur Verarbeitung nach Alassa transportiert. Möglicherweise entstanden entlang der Strecke Siedlungen, die dem Transport von Kupfer von Troodos nach Alassa dienten. Obwohl in der Gegend keine Ausgrabungen durchgeführt wurden, wurden von Zeit zu Zeit verschiedene Gefäße und andere antike Gegenstände aus der kyprogeometrischen und späten Bronzezeit gefunden.
Zur Zeit der fränkischen Besetzung gab es in der Gegend von Lania drei Gutshöfe: Valana, Agia Marina und eines im Katalymmata-Gebiet. Zur Zeit der türkischen Besetzung verließen die Bewohner von Lania aufgrund der Plünderungen durch die Türken das Dorf und ließen sich in der Gegend von Paliolania nieder. Sie blieben dort für einen Zeitraum von 40 bis 60 Jahren. Anschließend kehrten die Eigentümer des Landes in das „Valana-Gebiet“ in Lania zurück. Sie bauten neue Häuser und eine Kirche weiter südlich, wo Lania heute steht. Dann kehrten zwei weitere Familien zurück und lebten in der Gegend von Agia Marina und in der Gegend von Katalymmata.
Bis 1997 gab es im Dorf eine jahrhundertealte Eiche, die unter den Namen „The Oak of Lania“ und „The Royal Oak“ bekannt war. Es war ein 800 Jahre alter Baum. Der Beiname „Basilis“ wurde dem Baum gegeben, weil der König von Zypern, Heinrich I., in seinem Schatten ruhte. Am 16. Oktober 1997 schiefe sich die Eiche aufgrund von Korrosion, die aufgrund einer Krankheit auftrat.

### Bevölkerungsentwicklung
| Jahr      | 1881 | 1891 | 1901 | 1911 | 1921 | 1931 | 1946 | 1960 | 1976 | 1982 | 1992 | 2001 | 2011 | 2021 |
| Einwohner | 258  | 276  | 263  | 349  | 368  | 376  | 381  | 282  | 243  | 173  | 167  | 193  | 281  | 385  |